# Фрэнк, Скотт
А. Скотт Фрэнк (англ. A. Scott Frank; род. 10 марта 1960) — американский сценарист и режиссёр.

## Ранняя жизнь и образование
Фрэнк родился в Форт-Уолтон-Бич, Флорида, 10 марта 1960 года.
Он поступил в Калифорнийский университет в Санта-Барбаре, окончив его в 1982 году со степенью бакалавра в кино.

## Карьера
В 2008 году, режиссёрский дебют Скотта Фрэнка, «Обман», получил премию «Независимый дух» за лучший дебютный фильм.
Вместе с «Обманом», другие сценарии мистера Фрэнка включают фильмы «Маленький человек Тейта», «Умереть заново», «Готова на всё», «Пленники небес», «Достать коротышку», «Вне поля зрения», «Особое мнение», «Переводчица», «Марли и я», «Росомаха: Бессмертный» и «Прогулка среди могил» (также режиссёр).
«Вне поля зрения», номинированный на премию «Оскар» за лучший адаптированный сценарий, выиграл премию Гильдии сценаристов США за лучший адаптированный сценарий, премию Эдгара Аллана По от детективных писателей Америки, а также премии за лучший сценарий от Национального общества кинокритиков и Общества кинокритиков Бостона.
«Особое мнение» выиграл премию «Сатурн» за лучший сценарий. «Достать коротышку» был номинирован на «Золотой глобус» и премию Гильдии сценаристов за лучший адаптированный сценарий и, также как и «Умереть заново», был номинирован на премию Эдгара за лучший сценарий.

## Фильмография
Фильмы
| Год  | Название               | Ориг. название              | Примечания                                 |
| ---- | ---------------------- | --------------------------- | ------------------------------------------ |
| 1988 | Обычная одежда         | Plain Clothes               | реж. Марта Кулидж                          |
| 1991 | Умереть заново         | Dead Again                  | реж. Кеннет Брана                          |
| 1991 | Маленький человек Тейт | Little Man Tate             | реж. Джоди Фостер                          |
| 1993 | Готова на всё          | Malice                      | с Аароном Соркиным                         |
| 1995 | Достать коротышку      | Get Shorty                  | реж. Барри Зонненфельд                     |
| 1996 | Пленники небес         | Heaven’s Prisoners          | с Харли Пейтоном                           |
| 1998 | Вне поля зрения        | Out of Sight                | реж. Стивен Содерберг                      |
| 2002 | Особое мнение          | Minority Report             | с Джоном Коэном                            |
| 2004 | Полёт Феникса          | Flight of the Phoenix       | с Эдвардом Бёрнсом                         |
| 2005 | Переводчица            | The Interpreter             | с Чарльзом Рэндольфом и Стивеном Заилляном |
| 2007 | Обман                  | The Lookout                 | также режиссёр                             |
| 2008 | Марли и я              | Marley & Me                 | с Доном Русом                              |
| 2013 | Росомаха: Бессмертный  | The Wolverine               | с Марком Бомбэком                          |
| 2014 | Прогулка среди могил   | A Walk Among the Tombstones | также режиссёр                             |
| 2017 | Логан                  | Logan                       | с Майклом Грином и Джеймсом Мэнголдом      |

Телевидение
| Год  | Название      | Ориг. название     | Примечания                                                                 |
| ---- | ------------- | ------------------ | -------------------------------------------------------------------------- |
| 1988 | Чудесные годы | The Wonder Years   | эпизод «The Phone Call»                                                    |
| 1993 | Падшие ангелы | Fallen Angels      | эпизод «Dead End for Delia»                                                |
| 1994 | Бёрдлэнд      | Birdland           | создатель, исполнительный продюсер и сценарист, эпизоды «Pilot» и «Plan B» |
| 2003 | Карен Сиско   | Karen Sisco        | эпизод «He Was a Friend of Mine»                                           |
| 2011 | Бесстыдники   | Shameless          | также режиссёр, эпизод «It’s Time to Kill the Turtle»                      |
| 2017 | Забытые Богом | Godless            | создатель, исполнительный продюсер, режиссёр и сценарист                   |
| 2020 | Ход королевы  | The Queen’s Gambit | создатель, исполнительный продюсер, режиссёр и сценарист                   |